# Trenntsee
Der Trenntsee liegt etwa drei Kilometer östlich der Stadt Sternberg, zu deren Stadtgebiet der See auch gehört. Er ist Teil der Sternberger Seenlandschaft. Die Ufer sind meist schlecht erreichbar und schilfreich. Über schmale Durchfahrten ist der See im Norden mit dem Großen Sternberger See und dem Groß Radener See verbunden. Der See ist wenig gegliedert und hat eine Länge von 1,5 Kilometern sowie eine Breite von 1,2 Kilometern. Im See befinden sich zwei kleinere Inseln. In der Nähe des Südufers verläuft die Bundesstraße 104.